# Zelotibia kaibos
Zelotibia kaibos is een spinnensoort uit de familie bodemjachtspinnen (Gnaphosidae). De soort komt voor in Kenia.